# Phoenicircus
Phoenicircus és un gènere d'ocells de la família dels cotíngids (Cotingidae).

## Taxonomia
Segons la Classificació del Congrés Ornitològic Internacional (versió 14.2, 2024) aquest gènere està format per dues espècies:
- Cotinga roja de la Guaiana (Phoenicircus carnifex Linnaeus, 1758)
- Cotinga roja collnegra (Phoenicircus nigricollis Swainson, 1832)